# Martigny (Alta Francia)
Martigny è un comune francese di 461 abitanti situato nel dipartimento dell'Aisne della regione dell'Alta Francia. Appartiene all'antica regione di Thiérache.

## Società

### Evoluzione demografica
Abitanti censiti